# Antônio Morimoto
Antônio Morimoto, (Promissão, 5 de novembro de 1934 – Brasília, 28 de agosto de 2007) foi um advogado, professor, empresário brasileiro, outrora deputado federal por São Paulo e Rondônia.

## Dados biográficos
Filho de Sazahite Morimoto e Hissaye Morimoto. Eleito vereador em Andradina pelo PDC em 1954, formou-se advogado pela Universidade de São Paulo três anos depois. Prosseguindo em sua trajetória política, elegeu-se deputado federal pelo PRT em 1962, licenciando-se para assumir o cargo de secretário do Trabalho, Indústria e Comércio no segundo governo Ademar de Barros, já sob o Regime Militar de 1964, renovando o seu mandato via ARENA, em 1966 e 1970, além de eleger-se deputado federal em 1974 e 1978, ingressando no PDS em 1980.
Relator da lei que transformou Rondônia em estado, transferiu seu domicílio eleitoral para lá em 1981 a convite do governador Jorge Teixeira, sob a promessa de candidatar-se ao Senado Federal. Entretanto, ao longo dos meses seguintes, o governador hipotecou seu apoio à tríade formada por Odacir Soares, Galvão Modesto e Claudionor Roriz, vitoriosos tanto na convenção que definiu os candidatos do PDS a senador, quanto nas urnas em 1982.
Presidente da Sociedade Pró=Desenvolvimento de Rondônia, filiou-se ao PMDB e foi candidato a senador via sublegenda em 1986. Quinto colocado no pleito, foi realocado como segundo suplente de Ronaldo Aragão. Durante o governo Jerônimo Santana, ocupou os cargos de secretário de Administração e presidente das Centrais Elétricas de Rondônia. Eleito suplente de deputado federal pelo PTB em 1990, foi efetivado mediante a cassação de Jabes Rabelo no ano seguinte, votando a favor do impeachment de Fernando Collor em 1992. Candidato a senador pelo PPR em 1994, não obteve êxito.
Após deixar a Câmara dos Deputados, retornou ao comando de seu grupo empresarial e manteve atuação política esparsa antes de mudar-se para Brasília.